# Теракт в аэропорту Домодедово

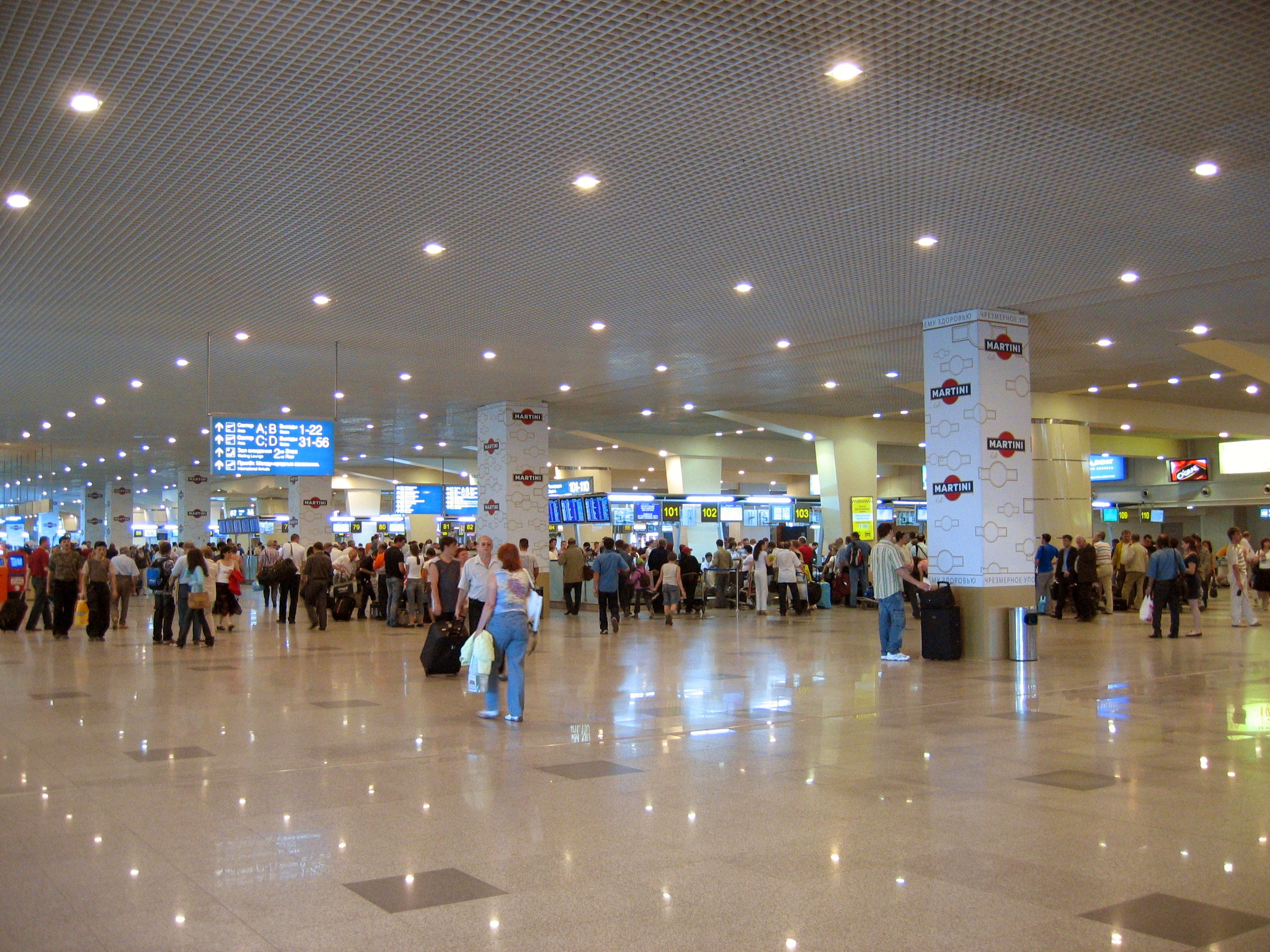
Пассажирский терминал Домодедово

Террористи́ческий а́кт в аэропорту́ Домоде́дово — взрыв, осуществлённый террористом-смертником Магомедом Евлоевым в московском аэропорту Домодедово в зале международных отлетов 24 января 2011 года.

## Хроника событий
- 24 января 2011 года в 16:32 в толпе встречающих произошёл взрыв. В центре оказались пассажиры из России и ряда других стран. Здание аэропорта окутано дымом. Людей эвакуируют через аварийные выходы. Выход из зоны прилёта перекрыт, в залах большое скопление людей. Часть рейсов направлена в аэропорт Шереметьево[10].
- «Молитесь, у нас на работе, в #domodedovo, взорвали бомбу» — первое сообщение о взрыве в столичном аэропорту появилось в 16:38[11] в сервисе микроблогинга Twitter. В дальнейшем поток сообщений о взрыве собирается по тегу #domodedovo[12].
- Для того, чтобы эвакуировать людей, находящихся в аэропорту, его сотрудникам пришлось разобрать кирпичную стену[13].
- Дмитрий Медведев пересмотрел план визита в Давос. Президент России потребовал ввести особый режим безопасности в аэропортах и других транспортных узлах страны[14]. Произошедшее в аэропорту Домодедово уже квалифицируется как террористический акт[15]. Также сообщается о том, что у сотрудников спецслужб за неделю до этого была информация о готовящемся теракте.
- «В „Домодедово“ выехал глава ГУВД по Москве Владимир Колокольцев, сообщил начальник управления информации и общественных связей столичной милиции Виктор Бирюков. Он добавил, что московская милиция переведена на усиленное несение службы и взяла под охрану все важные для жизнеобеспечения объекты. На место взрыва также выехали заместитель генпрокурора РФ Владимир Малиновский и московский межрегиональный транспортный прокурор Владимир Тюльков.»[15]
- По предварительным данным, один из трёх подозреваемых мужчин — выходец из Северного Кавказа[16].
- 19:24: число жертв теракта возросло до 35 человек[17].
- 19:35: на месте взрыва обнаружены останки предполагаемого террориста[15].
- По словам медиков, судя по характеру повреждений у пострадавших, бомба скорее всего находилась на полу.
- На сайте МЧС РФ опубликован предварительный список госпитализированных[18].
- 21:03: По информации Лента.ру пострадали, как минимум, шесть иностранцев — граждане Италии, Франции, Словакии, Таджикистана, Узбекистана и Кыргызстана. Это только предварительные официальные данные[7].
- В Домодедово выехали сотрудники синодального отдела по церковной благотворительности Русской православной церкви[19]. В московских больницах духовная поддержка будет оказана клириками, окормляющими больничные храмы и священниками, прошедшими курсы МЧС[20].
- По информации Газета.ру. Теракт в аэропорту Домодедово раскрыт[21]: Об этом официально заявили в Следственном комитете. Никаких подробностей в ведомстве не приводят, обещая обнародовать их позднее. По неофициальным данным, пока следователям удалось только выйти на подозреваемых, но не задержать их. Ответственность за теракт участники расследования возложили на участников северокавказского бандподполья.
- 2 февраля 2011 года в больнице скончался ещё один человек, пострадавший при взрыве. Число погибших возросло до 36[22].
- 24 февраля 2011 года в больнице скончался ещё один человек, пострадавший при взрыве. Число погибших возросло до 37[23].

## Расследование
- По сообщению агентства «Росбалт», у спецслужб была информация о появлении в Москве террориста-смертника[24]: «Спецслужбы знали, что в одном из московских аэропортов будет совершён террористический акт. Оперативники искали 3 подозреваемых, но им удалось проникнуть на территорию аэропорта, отследить момент взрыва, который произвёл их сообщник, и покинуть аэропорт». Также уточняется, что мощность взрывного устройства составила не менее 7 кг в тротиловом эквиваленте[15][25].
- На следующий день после теракта В. В. Путин объявил, что Чечня к теракту не причастна. Одно время фигурировала информация о террористе «европейской внешности»[26].
- По факту взрыва Главным следственным управлением Следственного комитета России возбуждены уголовные дела по части 3 статьи 205 (террористический акт), части 2 статьи 105 (убийство двух и более лиц), части 1 статьи 222 (незаконный оборот оружия и взрывчатых веществ)[27], части 1 статьи 223 (незаконное изготовление взрывного устройства) Уголовного кодекса России[28]. На данный момент известно, что следствие изъяло документацию службы безопасности «Домодедово»[29].
- По последней информации Лента.ру, следствие опровергло информацию о том, что взрыв в аэропорту осуществили двое террористов. Согласно предварительным данным, взрывное устройство привёл в действие мужчина приблизительно 20 лет, плотного телосложения, уроженец Северного Кавказа[30]. Причастность к теракту женщины и мужчины арабской внешности, о которых ранее сообщил источник в правоохранительных органах, следствие опровергло[4].
- Стало известно, что организаторы теракта были задержаны ещё в декабре 2010 года[31].

Также следствие установило, что теракт должен был состояться ещё 31 декабря 2010 года на Манежной площади при помощи смертницы — для этого террористы арендовали охотничий домик в Кузьминском парке на территории ООО «Спортивно-стрелковый клуб военно-охотничьего общества», расположенного на улице Головачева в Москве. Для смертницы, по-видимому, купили «одноразовый» мобильный телефон, на который для приведения в действие взрывного устройства должно было прийти всего одно SMS-сообщение. Теракт сорвался за несколько часов до Нового года около 18:00. По сведениям газеты, на телефон пришло поздравление от сотового оператора, что и привело к преждевременному взрыву в домике, террористка погибла.
- 27 января появилась информация, что организатором теракта в Домодедово мог быть член т. н. «Ногайского батальона» Виталий Раздобудько[34][35].
- 29 января официальный представитель Следственного комитета РФ Владимир Маркин объявил о раскрытии теракта, при этом заявив, что подробности будут оглашены позже[36][37]. Смертником, осуществившим взрыв, оказался 20-летний уроженец одной из республик Северного Кавказа[38].
- 3 февраля премьер-министр России Владимир Путин на встрече с журналистами Первого канала заявил о том, что дело о теракте можно в целом считать раскрытым[39].
- 3 февраля Президент России Дмитрий Медведев на встрече с главой ФСБ Александром Бортниковым и руководителем СК РФ Александром Бастрыкиным отметил, что говорить о раскрытии теракта до вступления обвинительного приговора суда в законную силу недопустимо[40].
- 14 февраля — Life News сообщил, что террорист прошёл в аэропорт за 68 минут до взрыва через вход № 2. Он прошёл мимо металлодетектора и охранников[41].
- 1 марта Информационный центр Национального антитеррористического комитета (НАК) сообщил, что в организации взрыва подозревается 36-летний командир юго-западного сектора «Имарата Кавказ» Аслан Бютукаев, он же амир Хамзат[42]. Террористом-смертником был 20-летний житель села Али-Юрт в Ингушетии Магомед Евлоев. Были задержаны его брат, сестра и один из земляков. О тех же, кто готовил его к теракту, спецслужбам стало достоверно известно лишь после допроса Хасу Баталова (Абубакара), которого, как сообщается, Доку Умаров назначил главарем террористической группы Ачхой-Мартановского района Чечни, его сестры и ещё двух террористов. Их 15 февраля задержали на Киевском вокзале Москвы при попытке уехать в Кишинёв. Было установлено, что с будущим смертником, страдавшим нервным расстройством после полученной в детстве травмы головы, «работал» лично Аслан Бютукаев (известный как «амир Хамзат» — командир так называемого юго-западного сектора сопротивления «Имарата Кавказ»). Аслан Бютукаев, как полагают оперативники, приютил молодого человека, пришедшего в лес к боевикам примерно за полгода до теракта, а в дальнейшем обработал его идеологически и подсадил на сильнодействующие психотропные препараты[43][44].
- 28 марта в Назрани были задержаны братья Илес и Ислам Яндиевы, которые находились в розыске по подозрению в организации взрыва в «Домодедово». 30 марта Ленинский районный суд Владикавказа санкционировал их арест[45]. По версии следствия, именно Яндиевы встретили террориста-смертника Магомеда Евлоева в Москве и привезли его в аэропорт 24 января. 28 марта в горно-лесистой местности республики Ингушетия была проведена операция по ликвидации одной из баз подготовки боевиков, которая, по данным ФСБ, активно использовалась в том числе и для подготовки террористов-смертников. Вначале базу атаковали с вертолёта, несколько боевиков были убиты, другие попытались скрыться, тогда с другого вертолёта был произведен ещё один пуск ракет. Спецназ в это время перекрывал горные тропы и блокировал район. Спецназовцы обнаружили на базе оружие, радиостанции, мобильные телефоны, взрывчатку и гранаты. Всего в ходе операции было уничтожено 17 боевиков. Среди них, по всей видимости, несколько лидеров бандгрупп, в их числе Аслан Бютукаев, который отвечал за подготовку смертников. В ингушском селе Верхний Алкун была проведена ещё одна спецоперация после того, как задержанные Яндиевы рассказали, что житель села Аслан Цечоев снабжал горные базы боевиков продуктами и лекарствами. Оказавший сопротивление Цечоев был убит[46].
- 20 августа 2012 года Московский областной суд приступил к рассмотрению в закрытом режиме уголовного дела о теракте в аэропорту Домодедово. На скамье подсудимых Ахмед Евлоев, Башир Хамхоев, братья Илез и Ислам Яндиевы[47].
- 11 ноября 2013 года Московский областной суд вынес решение по делу о теракте в международном аэропорту Домодедово. Ислам Яндиев, Башир Хамхоев и Илез Яндиев были приговорены к пожизненному заключению; Ахмед Евлоев — к 10 годам заключения в колонии общего режима. Суд также взыскал с подсудимых более 8 миллионов рублей в пользу потерпевших[48].
- 25 ноября 2014 приговор вступил в законную силу. Верховный суд РФ признал приговор[49].
- В июне 2015 года СК РФ возбудил уголовное дело против ряда руководителей и владельцев аэропорта Домодедово по статье 238 УК РФ выполнение работ или оказание услуг, не отвечающих требованиям безопасности — повлекшие по неосторожности смерть двух или более лиц[50].
- В конце ноября 2015 года Следственный комитет закрыл уголовное дело о неисполнении требований транспортной безопасности (ч. 3 ст. 263-1 УК РФ). Его фигурантами являлись четверо топ-менеджеров аэропорта и четверо начальников милиции. После 53 месяцев расследования СКР установил, что в их действиях отсутствует состав преступления[51].

## Ответственность за теракт
- 4 февраля на сайте «Кавказ-Центр» опубликовано видео, на котором снят Доку Умаров[52] вместе с предполагаемым смертником, 20-летним жителем Ингушетии Магомедом Евлоевым по кличке «Сейфулах»[53][54].
- В марте 2011 года, спустя месяц после теракта, Доку Умаров отмечал: «видео я придерживал до тех пор, пока кафиры не установили личность нашего брата Сайфуллах, и только после этого, зная их коварство, зная их беспредел, зная то, какое страдание они принесут его семье — после этого только я опубликовал это видео, уже когда я точно был убеждён, что они знают нашего брата — Шахида Сайфулах»[55].
- 8 февраля на сайте «Кавказ-Центр» появилось видеообращение Доку Умарова, в котором он заявил, что теракт в «Домодедове» был произведен по его личному приказу и что Россию ждут другие подобные теракты[56].

## Взрывчатое вещество
По данным «РИА Новости», мощность взорванной в аэропорту бомбы составляла 5 кг в тротиловом эквиваленте. По словам медиков, взрывное устройство было начинено поражающими элементами — обрезками труб, болтами, гайками, шариками и другими подобными предметами. Однако впоследствии эксперты, работавшие на месте взрыва заявили, что «однозначно говорить о том, что бомба была начинена поражающими элементами, нельзя». Металлические осколки, возможно, могли быть фрагментами «тележек, ручной клади и других предметов, которые находились неподалёку от эпицентра взрыва». На месте взрыва обнаружен след пластита. Бомба была начинена поражающими элементами: обрезками арматуры и шариками. Первоначально сообщалось, что взорванная бомба являлась «каменной» (была нашпигована гранитной крошкой и галькой), но данная версия была опровергнута врачами. Взрывчатка была собрана не в сумку, а в пояс шахида.

## Погибшие и пострадавшие
На сайте МЧС России опубликован список пострадавших.
| Гражданство    | Погибшие | Госпитализированные |
| -------------- | -------- | ------------------- |
| Россия         | 29       | 57                  |
| Таджикистан    | 2        | 8                   |
| Австрия        | 2        | —                   |
| Германия       | 1        | 1                   |
| Узбекистан     | 1        | 1                   |
| Великобритания | 1        | —                   |
| Украина        | 1        | —                   |
| Нигерия        | —        | 2                   |
| Словакия       | —        | 2                   |
| Италия         | —        | 1                   |
| Молдова        | —        | 1                   |
| Сербия         | —        | 1                   |
| Словения       | —        | 1                   |
| Франция        | —        | 1                   |
| Нет сведений   | —        | 41                  |
| Всего          | 37       | 117                 |

- После взрыва было госпитализировано 111 человек. Во вторник 25 января был госпитализирован также словацкий актёр Любош Костелный (sk:Ľuboš Kostelný), которому в больнице была проведена операция на ногу[65].

- Все погибшие на 21:50 26 января 2011 г. опознаны юридически, за исключением одного гражданина Великобритании: Коусланд Гордон Кемпбелл (Gordon Campbell Cousland) 1971 года рождения опознан предварительно[66].
- В числе погибших — украинский драматург Анна Яблонская, прибывшая рейсом из Одессы для получения премии, присуждённой журналом «Искусство кино»[67].
- В числе раненых — словацкая актриса Зузана Фиалова[68].
- Семьям погибших в теракте в аэропорту в «Домодедово» выплатят по три[69] миллиона рублей (из которых 2 — от правительства Москвы). Пострадавшие, получившие лёгкие ранения, получат по 1,2 миллиона рублей (в том числе 1 миллион от правительства Москвы). Те, кто получил тяжёлые травмы и ранения средней тяжести, получат компенсации в размере 1,9 миллиона рублей (в том числе 1,5 миллиона от правительства Москвы)[70].
- Также мэр Москвы Сергей Собянин поручил бесплатно провести похороны людей, погибших в результате теракта. Из столичного бюджета будет выделено по 38,4 тысячи рублей на захоронение каждого погибшего.

## Траур
- МГУ и другие вузы России отменили празднование Татьянина дня в знак траура по погибшим[71].

Депутаты Государственной Думы почтили память погибших минутой молчания.
- 26 января 2011 года объявлен днём траура в Москве и Московской области.
- 27 января прошёл митинг памяти жертв Домодедово на Пушкинской площади Москвы[73].

## Последствия
- Президент Дмитрий Медведев уволил начальника Управления на транспорте МВД России по ЦФО Андрея Алексеева. Министр внутренних дел Нургалиев уволил начальника ЛОВД в аэропорту Домодедово и двух его заместителей[74][75].
- Министр транспорта Левитин уволил четырёх чиновников, а также вынес на рассмотрение вопрос об увольнении руководителя Федеральной службы по надзору в сфере транспорта Геннадия Курзенкова[76], который в итоге уволился по собственному желанию 4 февраля 2011 года[77].

## Ущерб, выплаты жертвам теракта
У аэропорта Домодедово был договор страхования ответственности. Однако по умолчанию риски терроризма не покрываются стандартными договорами (входят в список стандартных исключений), их страхование возможно только на специальных условиях. Взрыв в Домодедово не был признан страховым случаем и выплаты по нему не производились.
Выплаты жертвам теракта производились из федерального и муниципальных бюджетов. Так, правительство Москвы выплатило семьям погибших москвичей по два миллиона рублей, пострадавшим с ранениями тяжелой и средней степени тяжести — по 1,5 миллиона рублей, получившим легкие ранения — по одному миллиону рублей. Совокупные выплаты из бюджетов всех уровней: родственникам погибших — по 3 млн рублей, тяжелораненным и получившим травмы средней тяжести — по 1,9 млн рублей, тем, кто получил легкие ранения — по 1,2 млн рублей. Правительство РФ выделило также ассигнования Московской области в размере до 10 миллионов рублей на оказание гражданам финансовой помощи в связи с утратой ими имущества — до 50 тысяч рублей на семью.
В ходе судебного процесса над подозреваемыми в организации теракта были поданы гражданские иски о возмещении вреда от четверых потерпевших, потерявших в результате действий террористов своих родственников. Так, двое потерпевших подали иски к организаторам теракта на 30 и 40 млн рублей.
Прокурор в своей речи на суде попросила суд удовлетворить иски 30 потерпевших о возмещении морального и имущественного вреда на общую сумму около 33 млн рублей. Она также заявила о необходимости взыскать с подсудимых в пользу ЗАО «Домодедово пэссенджер терминал» 8,4 млн рублей в качестве компенсации за поврежденное имущество, недополученную арендную плату и упущенную выгоду.

## Убийство предполагаемых организаторов в Стамбуле
16 сентября 2011 года в Стамбуле из пистолета, снабженного глушителем, были убиты Рустам Альтемиров, Заурбек Амриев и Берг-Хаж Мусаев рядом с домом, где они жили. Рустам Альтемиров числился в России в федеральном розыске по обвинению в организации ряда терактов, в том числе в московском аэропорту «Домодедово». Предполагается, что Берг-Хаж Мусаев — это боевик по кличке «амир Хамзат», соратник Доку Умарова, который непосредственно подготовил Магомеда Евлоева к совершению взрыва. Турецкая полиция подозревала в совершении этого убийства 55-летнего российского гражданина, известного как Александр Жирков. Он скрылся, но в его номере в отеле полицейские нашли документы, пистолет с глушителем, маску и прибор ночного видения.

## Отражение в культуре
- Flёur — Оборвалось («Пробуждение», 2012). Песня написана Еленой Войнаровской и посвящена украинскому поэту Анне Яблонской[84].